# Lo zio Silas
Lo Zio Silas (Uncle Silas) è un romanzo gotico vittoriano scritto dal romanziere anglo-irlandese Sheridan Le Fanu.
Al suo interno si possono ravvisare elementi di thriller, ma il romanzo è noto anche come uno dei primi esempi di “enigma della camera chiusa”. Non è propriamente un romanzo del soprannaturale (nonostante un paio di punti ambigui), ma dimostra un forte interesse per l'occulto e per le idee di Swedenborg.

## Genesi del romanzo
Come molti romanzi di Le Fanu, ha la sua origine in un racconto. Nella fattispecie si tratta di “Un passaggio della storia segreta di una contessa irlandese” (1838) che venne pubblicato anche con il nome “La cugina assassinata” nella raccolta “Storie di fantasmi e racconti del mistero” del 1851. L'ambientazione del racconto era irlandese ma nel romanzo che Le Fanu ne trasse venne cambiata col Derbyshire, per avere maggiore presa sul pubblico inglese. Zio Silas uscì a puntate sul Dublin University Magazine per la prima volta nel 1865 con il titolo Maud Ruthyn e zio Silas; poi apparve nel dicembre dello stesso anno per l'editore londinese Richard Bentley.

## Trama
Nel romanzo la giovane ereditiera Maud Ruthyn racconta in prima persona della propria vita nel palazzo di Knowl, assieme al fosco e schivo padre Austyn Ruthyn. Maud arriva a scoprire dell'esistenza di uno zio che non aveva mai conosciuto, Silas Ruthyn. Questi era stato la pecora nera della famiglia, uno scellerato libertino e giocatore d'azzardo, ma che aveva ritrovato il senno nella fede cristiana. Il passato di Silas nasconde un oscuro mistero che Maud riesce a scoprire dal padre e dall'apparentemente cordiale cugina Lady Monica: un uomo al quale Silas doveva una grande quantità di danaro per un debito di gioco si era suicidato in circostanze sospette; e ciò sarebbe accaduto nel palazzo di Silas a Bartram-Haugh, dentro ad una stanza apparentemente impenetrabile e per di più chiusa a chiave. Nonostante tutto Austyn Ruthyn è strenuamente convinto dell'innocenza del fratello, ma l'opinione di Maud sul conto di suo zio (che nel romanzo incontriamo solo dopo le prime 200 pagine) oscilla tra la fiducia nel giudizio di suo padre e una crescente paura e incertezza. 
  
Nella prima parte del romanzo il padre di Maud assume una governante francese, Madame de la Rougierre, affinché attenda alla figlia. Ma la donna si rivela essere una persona ambigua con delle mire su Maud. In una sezione che rompe la narrazione in prima persona scopriamo che la governante francese, con la complicità del figlio di zio Silas, il buono a nulla Dudley, ha nelle sue mire Maud.  Ma mentre fruga nella scrivania di Austyn, viene colta sul fatto da Maud che riesce a farla licenziare.
Stranamente Austyn chiede a Maud se è disposta a sottoporsi a qualche prova per scoprire qualcosa di più sul conto di Silas. Maud accetta ma poco dopo suo padre muore e lascia un testamento nel quale affida la figlia a zio Silas fino al raggiungimento della maggiore età. Se Maud fosse morta prima di questo termine zio Silas avrebbe ereditato il possedimento di Knowl. Nonostante gli sforzi di Lady Monica e del dr. Bryerly, esecutore del testamento di Austin e seguace delle teorie di Swedenborg, Maud viene costretta a passare i seguenti tre anni e mezzo della sua vita a Bartram-Haugh. 

La vita a Bartram-Haugh inizialmente è inusuale, ma non sgradevole, nonostante alcuni dettagli come l'inospitalità della servitù e di Dickon Hawkes, il perfido e zoppo tuttofare. Maud fa la conoscenza di zio Silas, un uomo sinistro dalla voce pacata, apertamente sprezzante verso i suoi due figli, il rozzo Dudley e l'inistruita ma socievole Milly. Le maniere campagnole di Milly sulle prime sbalordiscono Maud, ma finiscono per diventare amiche fidate. 

Zio Silas viene colpito da dei misteriosi attacchi catatonici che il suo dottore attribuisce al suo assiduo consumo di oppio. Ben presto però Maud scopre la trappola che le era stata preparata: zio Silas vuole obbligarla a sposare Dudley. 

Ma quando il suo piano fallisce e il periodo dei tre anni del testamento sta per scadere, Silas si risolve a usare metodi più violenti per riuscire a impadronirsi dell'eredità di suo fratello.

## Allusioni e riferimenti ad altre opere
Zio Silas rimane il più noto e il più popolare dei romanzi di Le Fanu. Fu la fonte per Caccia ai milioni (1890) di Arthur Conan Doyle e rimane una pietra miliare per il romanzo moderno.

## Film
Nel 1947 venne fatta una trasposizione cinematografica Il segreto del castello (Uncle Silas), regia di Charles Frank e con Jean Simmons, Katina Paxinou e Derek Bond, prodotta dai Gainsborough Studios. Il nome cristiano dell'eroina venne cambiato da Maud a Carolyn. Negli Stati Uniti il film venne reintitolato The Inheritance e le parti che trattano dell'incesto vennero tagliate. Nel 1987 venne realizzato un rifacimento per la televisione con Peter O'Toole intitolato The Dark Angel.